# Колин Гроувс
Колин Гроувс (на английски: Colin Groves) е австралийски учен, професор по биология на човека и преподавател в Австралийския национален университет в Канбера.

## Биография
Роден е на 24 юни 1942 г. в Лондон, Англия. През 1963 г. получава бакалавърска степен, а през 1966 г. се дипломира като доктор по философия. Следдипломната си квалификация продължава в Калифорнийския университет, Queen Elizabeth College и Кеймбриджкия университет. През 1974 г. емигрира в Австралия и става преподавател в Австралийския национален университет.
Умира на 30 ноември 2017 г. в Канбера на 75-годишна възраст.

## Научна дейност
Изследователските интереси на Колин Гроувс са насочени в областта на човешката еволюция, приматите, бозайниците, тяхната таксономия, анализ на скелета, биологична антропология, етнобиология и биогеография. Дълги години работи на терен в Кения, Танзания, Руанда, Индия, Иран, Китай, Индонезия, Шри Ланка и Демократична република Конго.
Заедно с чешкия биолог проф. Вратислав Мажак Гроувс описва Homo ergaster. Автор е на „Таксономията на приматите“ публикувана в Smithsonian Institution Press, 2001 и „Таксономията на копитните“ (Johns Hopkins Press, 2011).